# 韓国FM放送
韓国FM放送（かんこくエフエムほうそう）は、かつて1971年から1980年まで大韓民国大邱広域市に存在した民放FMラジオ局である。

## 概略
1971年慶尚北道大邱（テグ）市で開局。 
略称は設立当時の局名であるボハン放送から”BBC”コールサインHLCB-FM 
八公山（パルゴンサン）送信所から周波数89.7MHz、出力1kWで放送を開始。
●東洋放送との関係
　・TBC東洋放送のFM局『東洋FM放送』（現在のKBS第2FM“Cool FM”）と提携した放送局。
　　東洋放送としてはFM放送唯一の業務提携局だった。
　・時報CMは、TBC-FMと同じスポンサーのサムスン電子。時報のチャイムもTBC-FMと同じものが流れていた。
●本社スタジオ
　・1975年に、それまでの開局当時からのスタジオから大邱市東区泛魚洞（現在の寿城区泛魚洞）のビルに移転し、
　　1980年の廃局まで放送が行われた。
●言論統廃合による廃局
　・当時の全斗換（チョン・ドゥファン）政権によって施行された言論統廃合により、1980年11月30日（日曜日）24：00の放送終了とともに廃局。
　　翌12月1日（月曜日）からはKBS大邱放送局（現在のKBS大邱放送総局）に統合、「KBS大邱FM」として放送を開始。
●KBS大邱放送局への統合後
　・コールサインはKBS大邱放送局に統合後も、HLCB-FMを使用していたが、後にHLKG-FMに変更、出力も5kWに増力した。
　　TBC-FM時代から放送され、統合後もKBS第2FMで放送されていた「正午のポップソング」のKBS大邱FM制作版も放送もされるなど、
　　KBS統合後から2001年に行われた改編までは第1FMと第2FMの番組が混合ネットで放送されていた。（現在は第1FM・クラシックFMのネット）